# Museo Terra Sancta

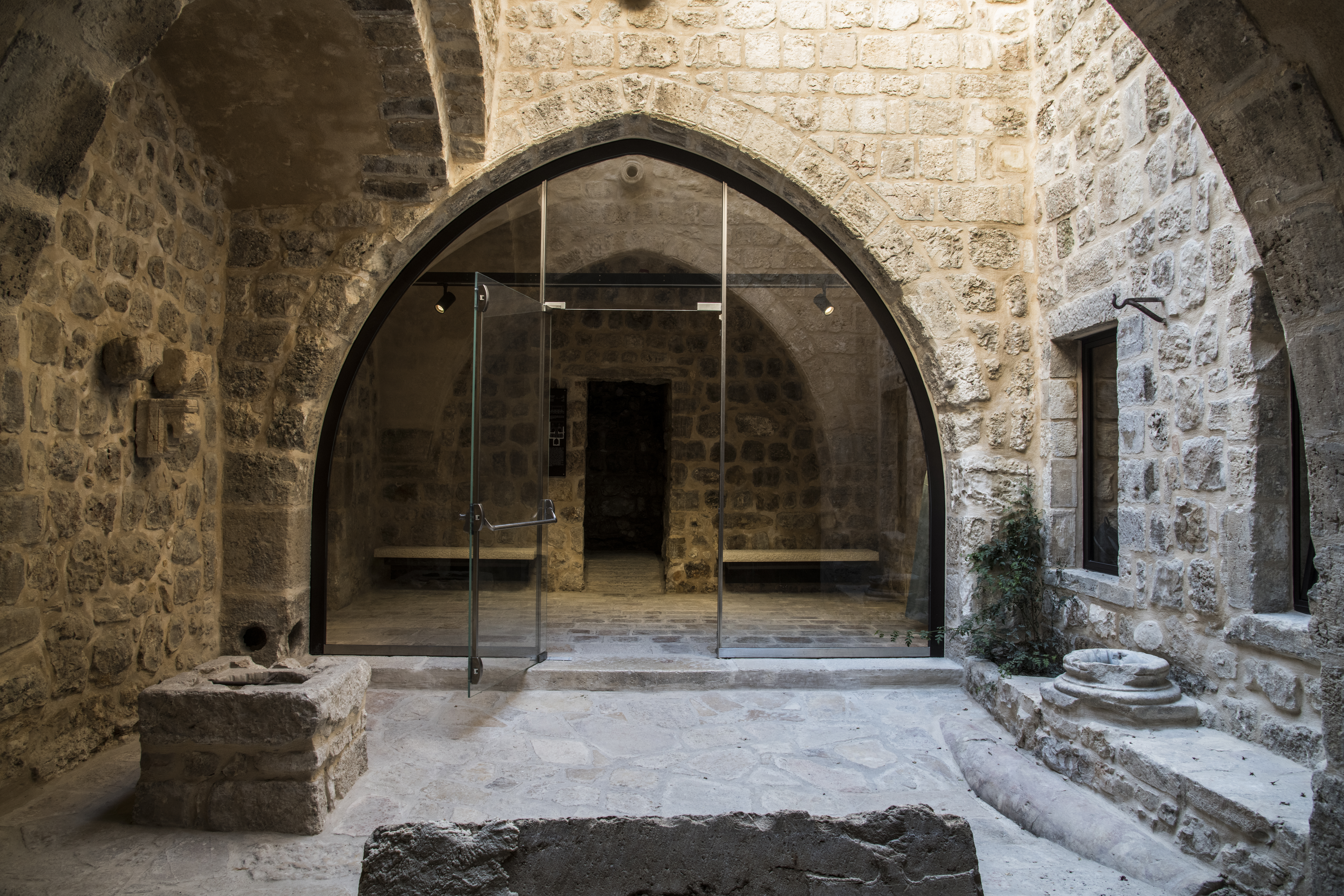
Patio del Museo Terra Sancta en Jerusalén

El Terra Sancta Museum es una red de museos gestionada por la Custodia de Tierra Santa y situada en la Ciudad Vieja de Jerusalén.   Tiene su origen en el primer "Museo de los Frailes Franciscanos", abierto en 1902   para exponer los resultados de las excavaciones arqueológicas realizadas en Tierra Santa por el Studium Biblicum Franciscanum. En la actualidad incluye el Terra Sancta Museum-SBF Archaeological Museum (Museo Terra Sancta - Arqueología) situado en la Iglesia de la Flagelación  y el Terra Sancta Museum-Art and History (Museo Terra Sancta - Arte e Historia) situado en el Monasterio de San Salvador. 

## Terra Sancta Museum-SBF Archaeological Museum
Como sucesor del museo original establecido en Jerusalén en 1902 por el Custodio Frediano Giannini, este museo muestra la historia de Tierra Santa y los orígenes del cristianismo a través de la exposición de hallazgos de excavaciones realizadas por arqueólogos franciscanos de la SBF, así como objetos donados al museo.    
Las colecciones del Terra Sancta Museum - SBF Achaeological Museum se exhiben en tres secciones:
- La sala inmersiva “Vía Dolorosa” presenta una experiencia multimedia que recorre más de 2000 años de la historia de Jerusalén en 15 minutos, ambientada dentro del área arqueológica tradicionalmente identificada como la Fortaleza Antonia y el Pretorio de Pilatos. [11]
- El "Ala Saller", que lleva el nombre del arqueólogo y primer director del museo en el Santuario de la Flagelación, Fr. Sylvester Saller, ofrece un recorrido museográfico centrado en la vida de Jesucristo, desde los restos de Nazaret hasta el Santo Sepulcro. También cuenta con una colección de hallazgos arqueológicos que abarcan desde la Edad del Bronce hasta el período de las Cruzadas. [12]
- El "Ala Corbo", llamado así en homenaje al erudito y arqueólogo franciscano Fr. Virgilio Corbo, está dedicado a las instituciones políticas y a la vida cotidiana durante el período del Nuevo Testamento, así como al movimiento monástico primitivo en Tierra Santa. También se exhiben en el primer piso inscripciones, lámparas de aceite bizantinas, bronces, cristalería, la colección egipcia y otros artefactos de arte cristiano, judío e islámico. [13]

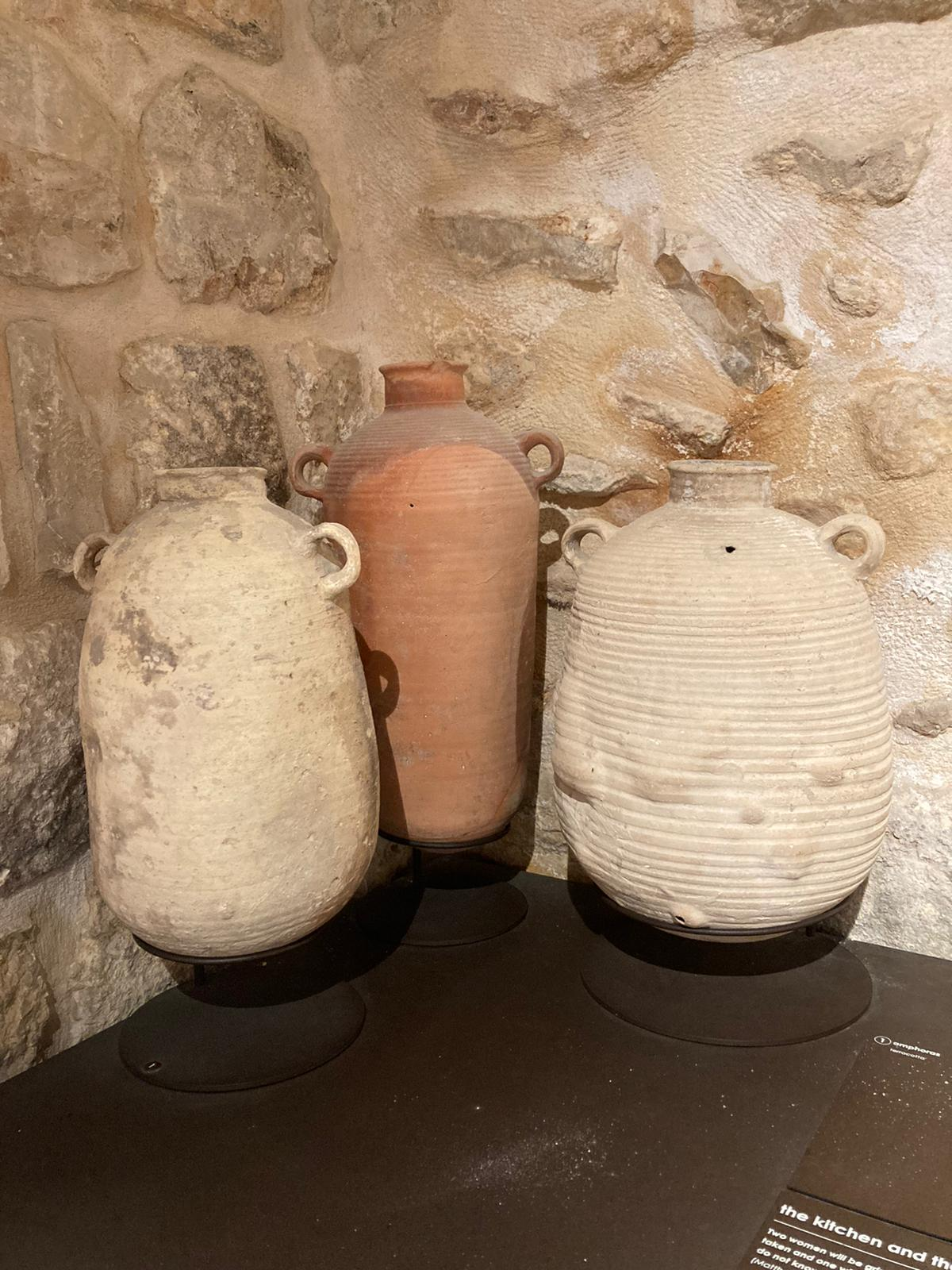
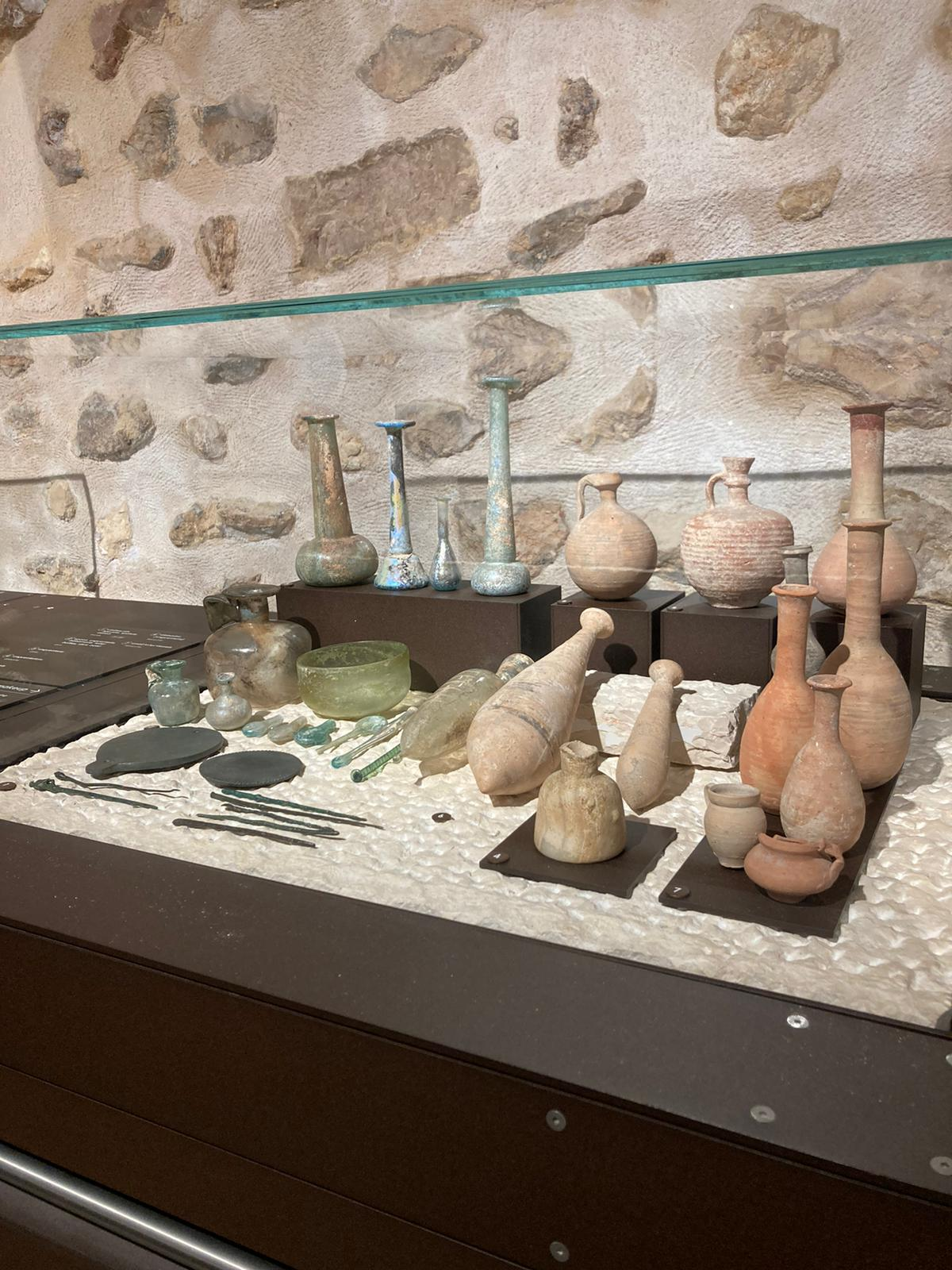
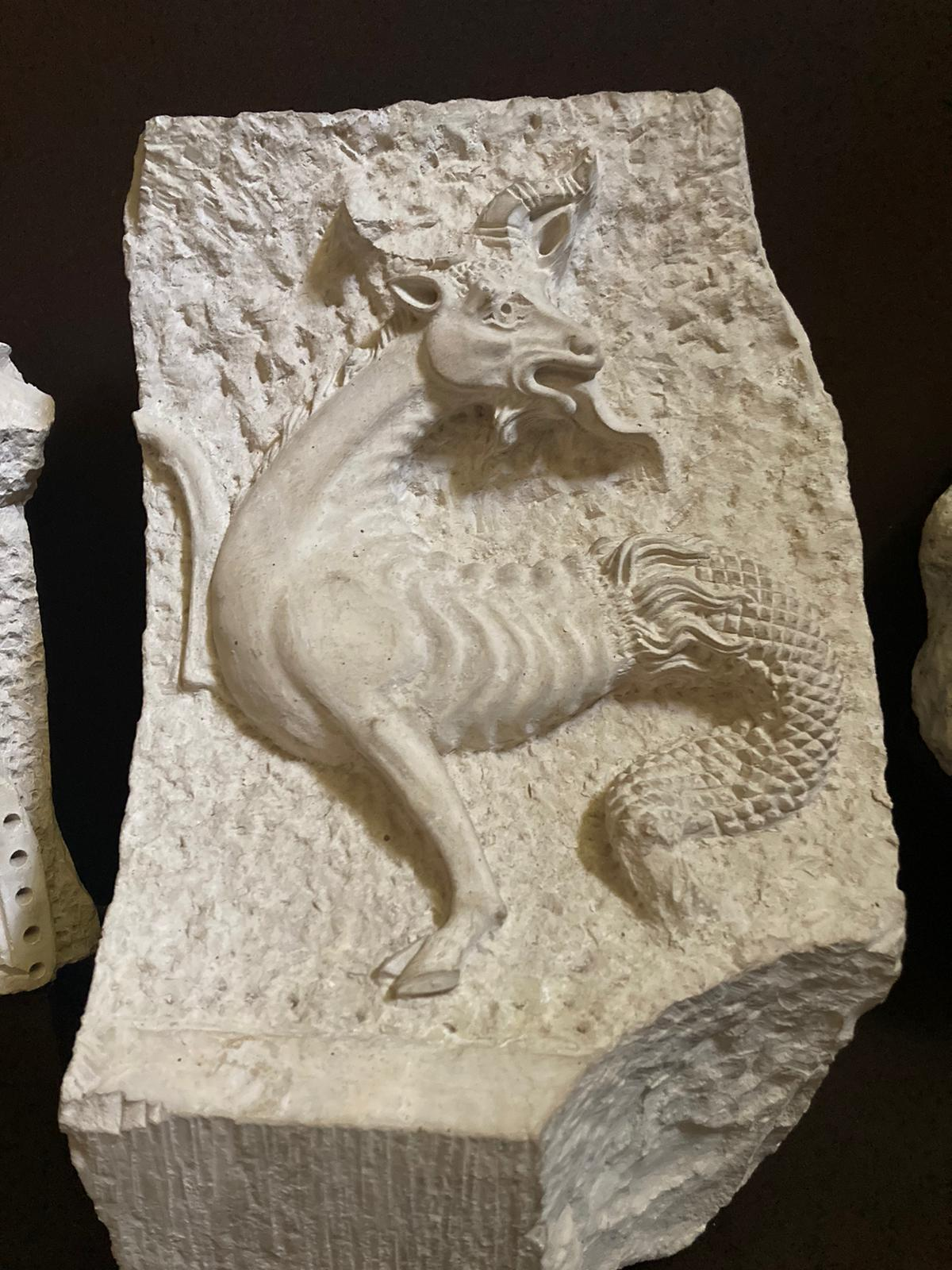
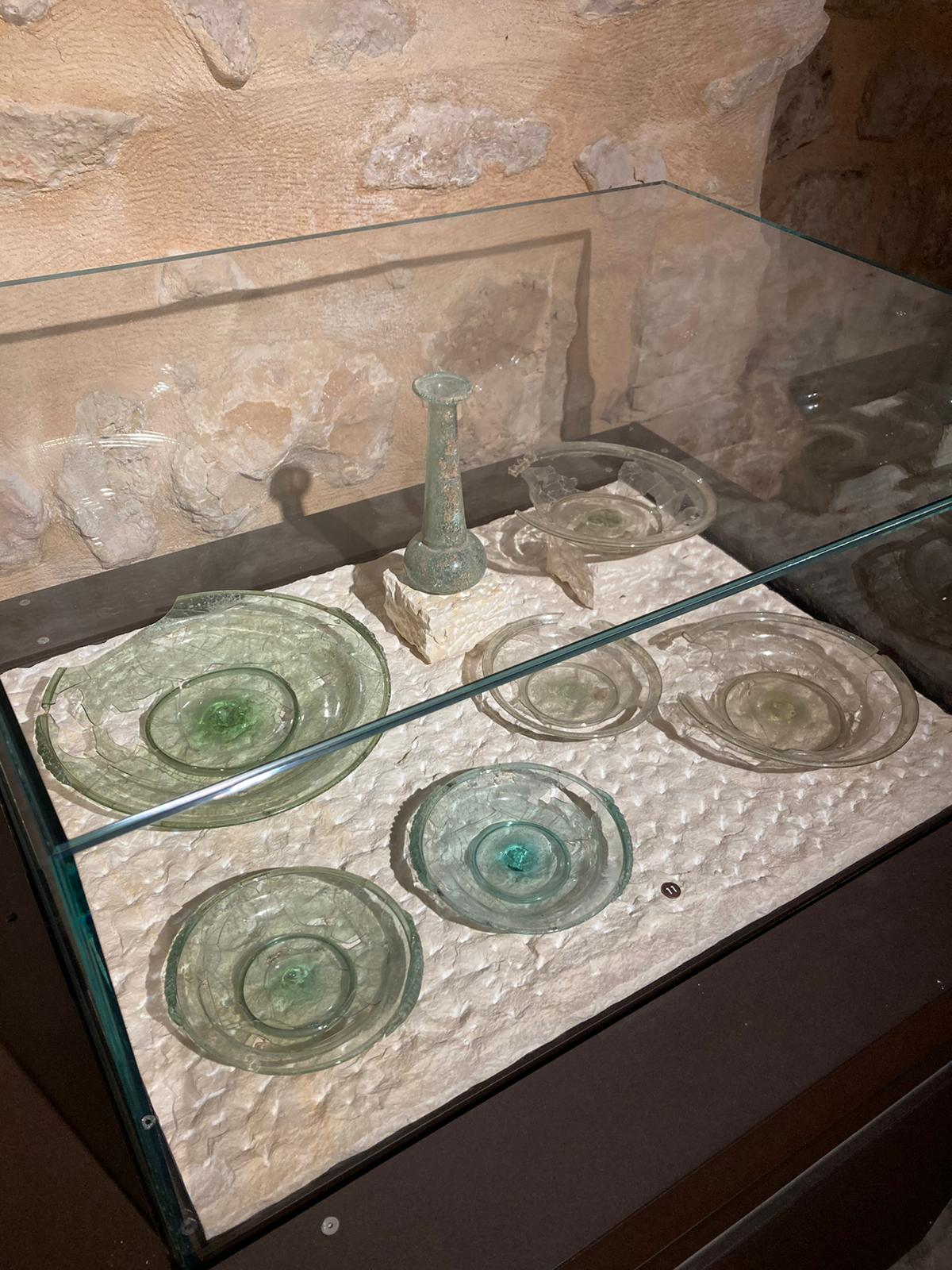
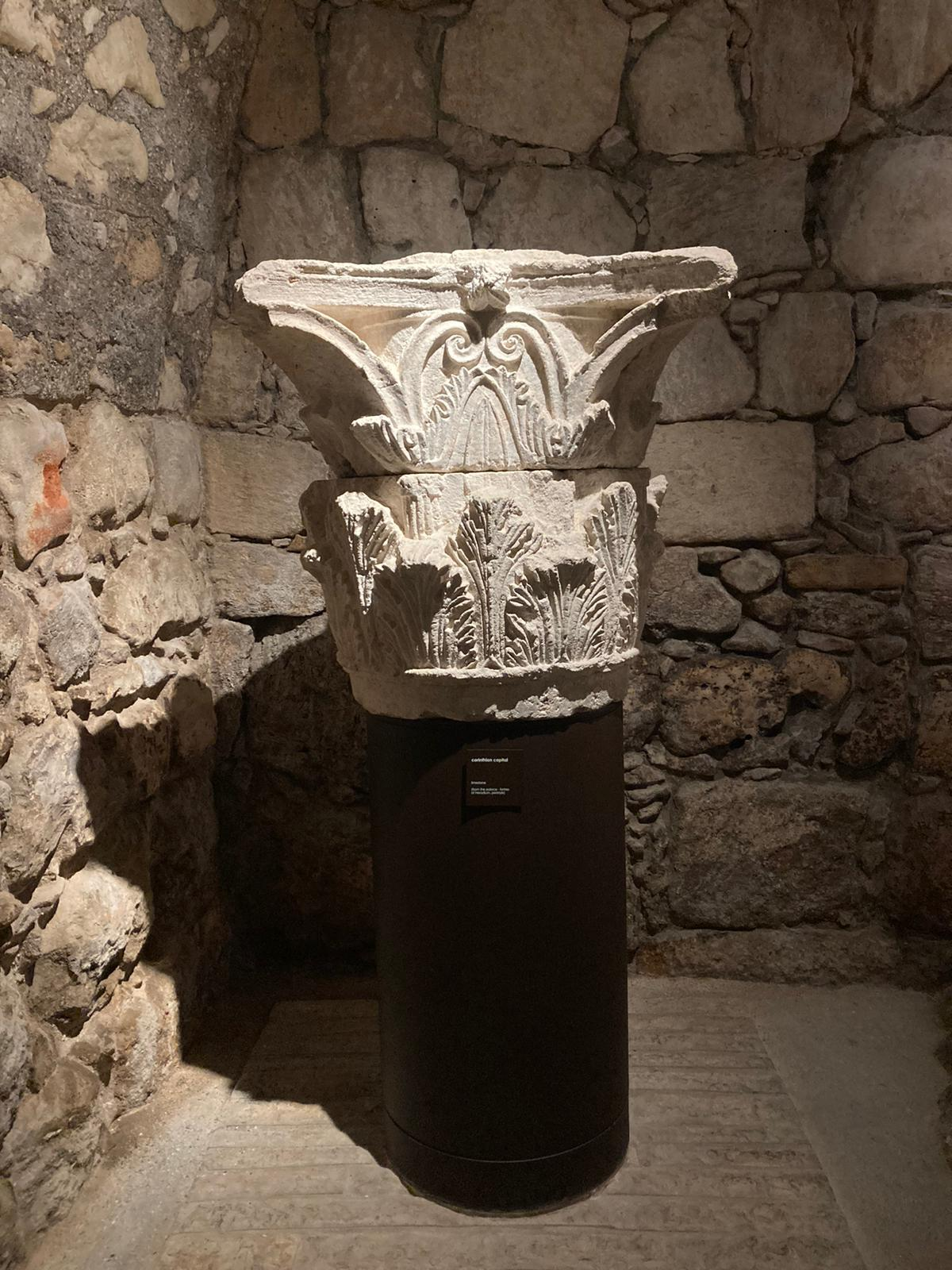
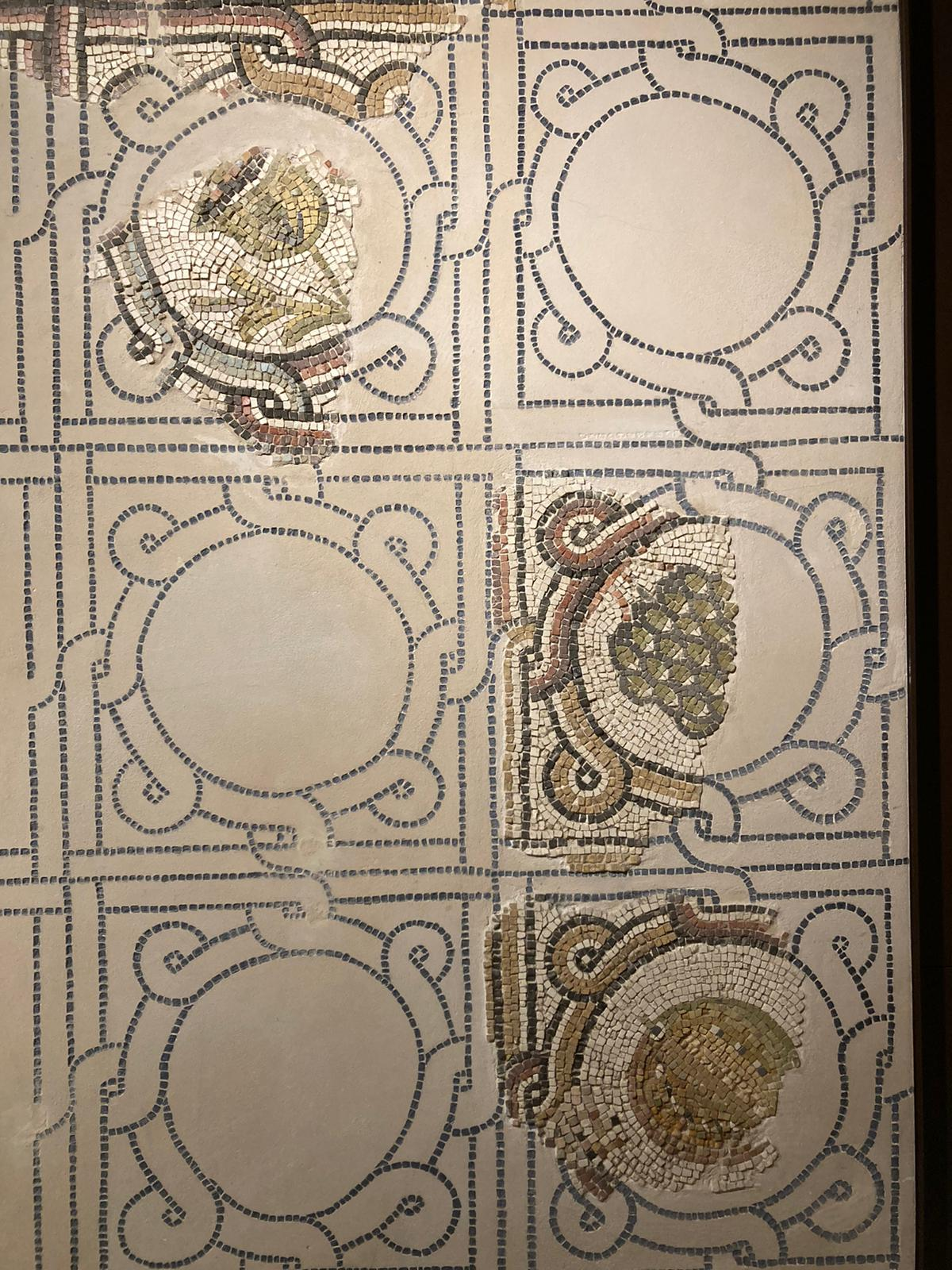

## Terra Sancta Museum-Art and History
Este museo se encuentra actualmente en construcción en el Monasterio de San Salvador, ubicado en la Ciudad Vieja de Jerusalén. El lanzamiento de este proyecto fue anunciado oficialmente el 10 de marzo de 2013 por Pierbattista Pizzaballa, entonces Custodio de Tierra Santa.  Las obras de construcción del museo comenzaron en 2018 y está prevista su apertura al público en 2027.
El Terra Sancta Museum-Art and History exhibirá el patrimonio artístico y cultural conservado por la Custodia de Tierra Santa desde la Edad Media hasta la Edad Contemporánea. Estas colecciones se han exhibido al público de todo el mundo durante varias exposiciones mientras se esperaba la apertura del museo, en particular en Francia, en el Palacio de Versalles, en 2013,  y en Lisboa, en el Museo Calouste Gulbenkian, en 2023. 
Las colecciones del Terra Sancta Museum-Art and History se expondrán en tres secciones:
- La sección dedicada al Arte Cristiano Oriental exhibirá iconos, textiles, joyas y artefactos de nácar. Esta parte del museo ilustrará la profundidad de los vínculos forjados entre la Custodia de Tierra Santa y las poblaciones locales, así como la riqueza del patrimonio procedente de la artesanía palestina. [17]
- La sección dedicada a Historia y Misiones de la Custodia de Tierra Santa mostrará una colección de objetos relacionados con la presencia franciscana en Tierra Santa desde el siglo XIII. Se expondrán preciosos objetos litúrgicos de la época de las Cruzadas, [18] una rica colección de instrumentos de la antigua farmacia del monasterio, [19] documentos y manuscritos de los archivos de la Custodia de Tierra Santa y un conjunto de objetos vinculados a la Orden del Santo Sepulcro. [20]
- La sección dedicada al “Tesoro del Santo Sepulcro” mostrará las donaciones realizadas a la Custodia de Tierra Santa por numerosos soberanos católicos a lo largo de los siglos. Este patrimonio único comprende obras artísticas de platería, textiles, [21] y mobiliarios destinados a ser utilizados durante el culto o para decorar espacios religiosos, enviados por gobernantes como Felipe II de España, Luis XIV de Francia, Juan V de Portugal, Carlos VII de Nápoles y María Teresa de Austria. [16]

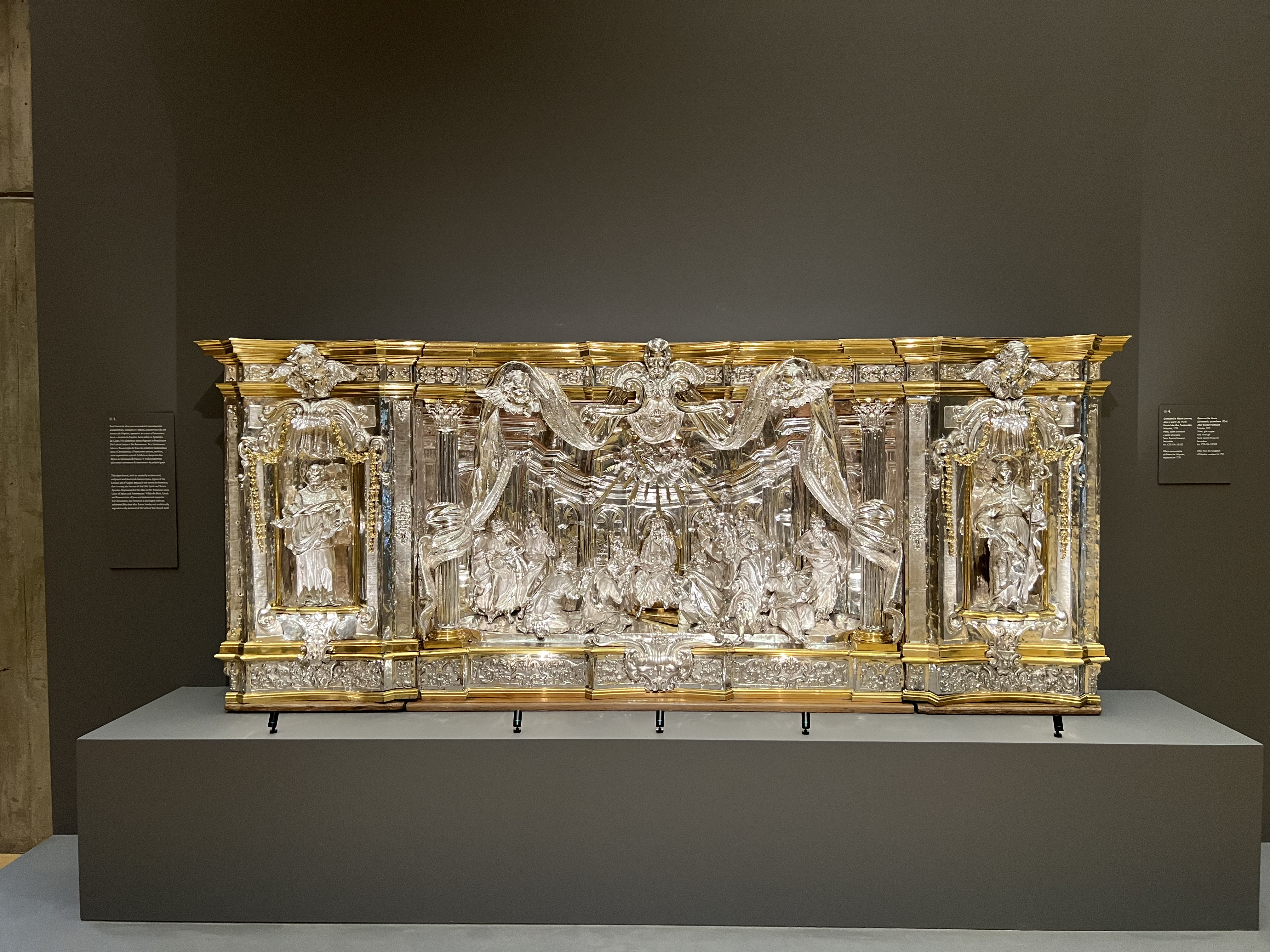
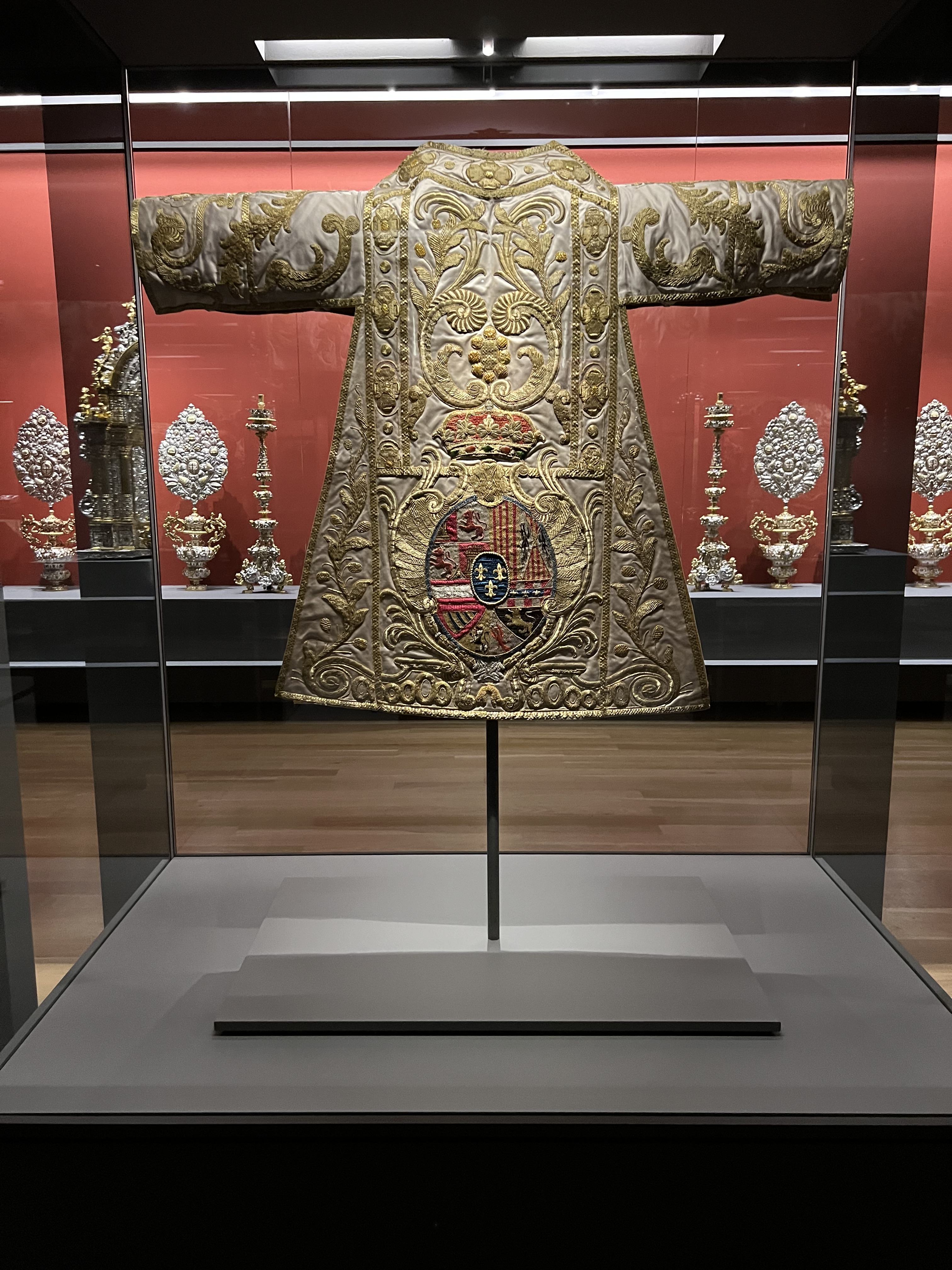
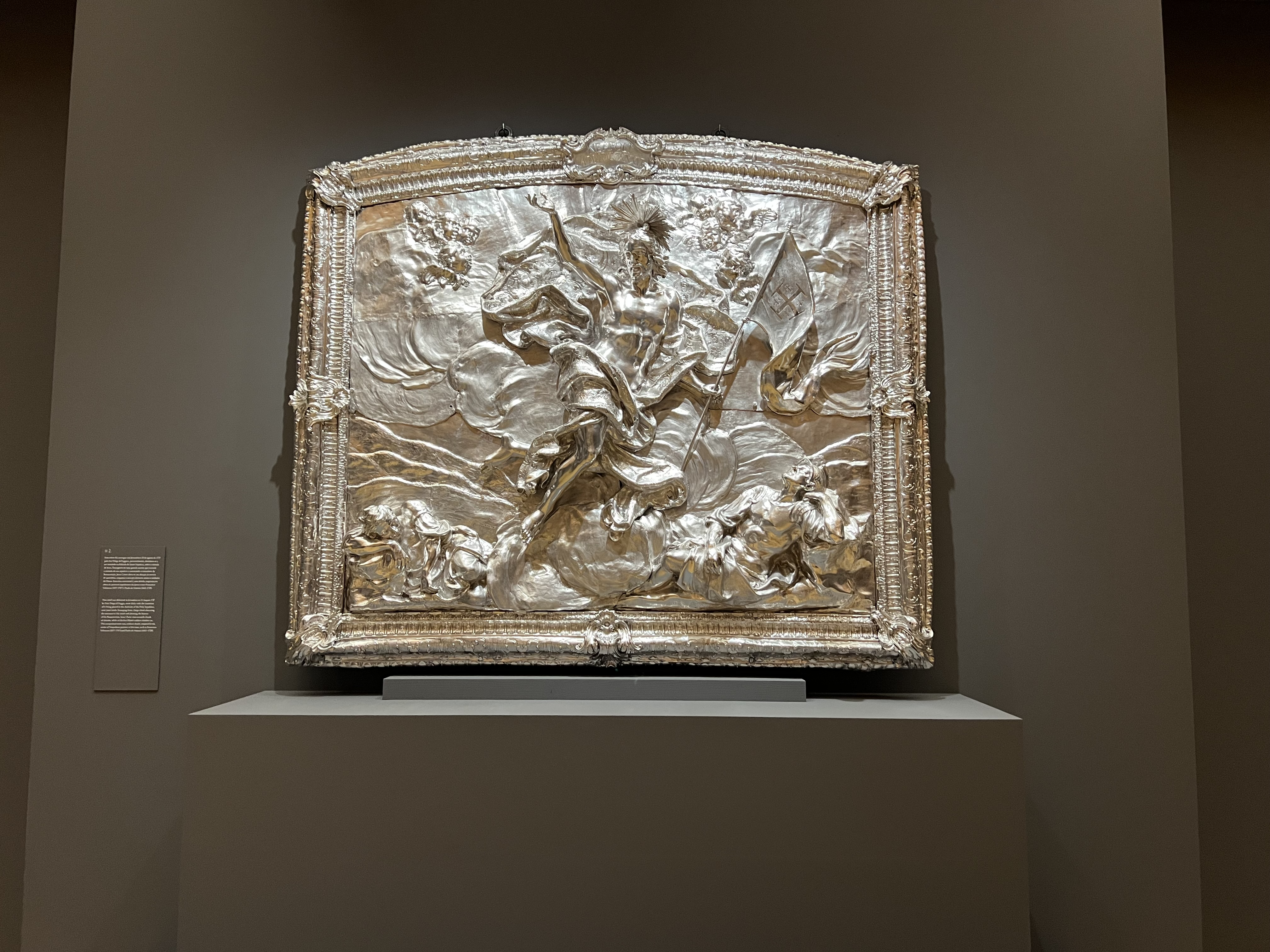
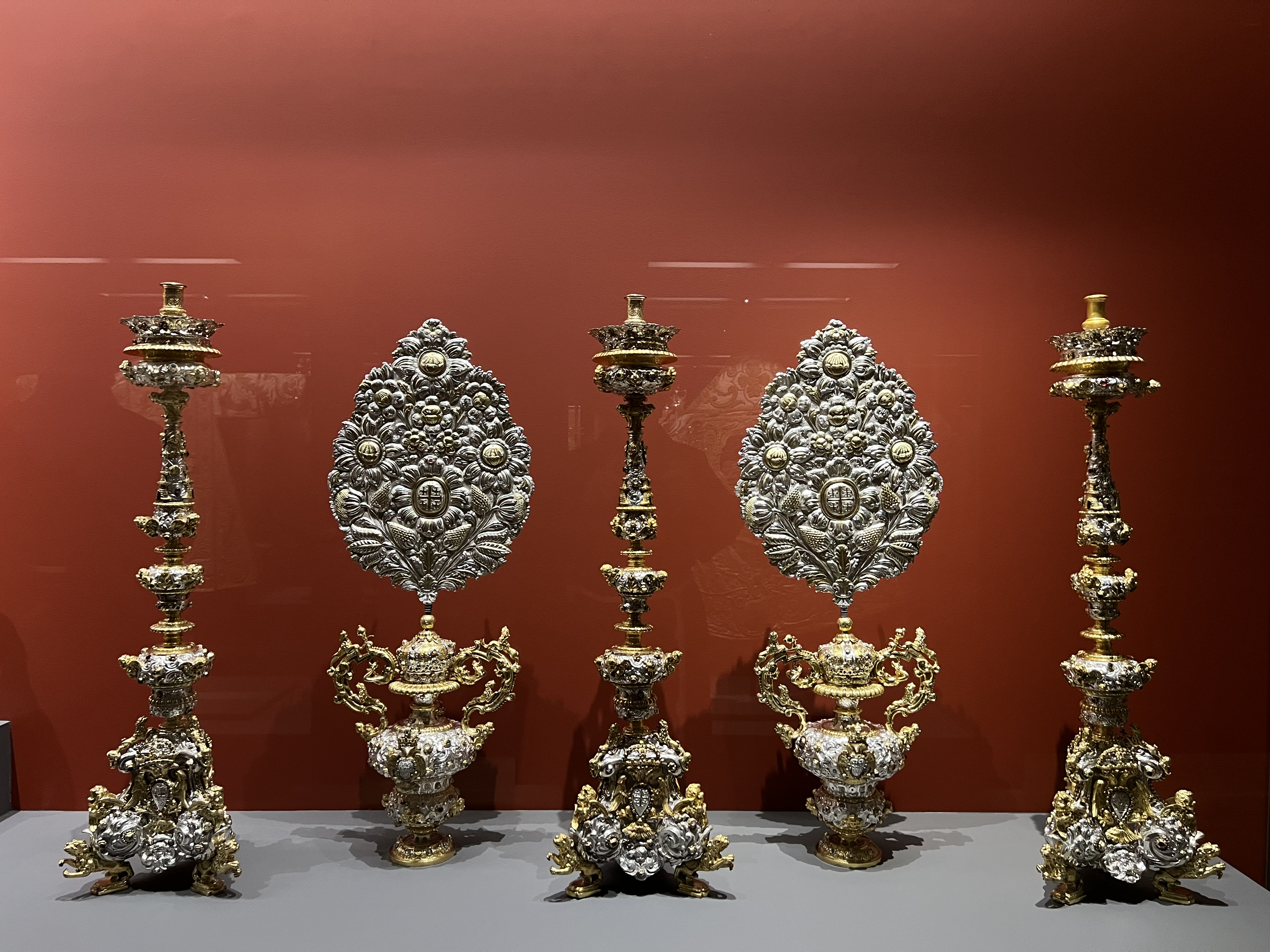
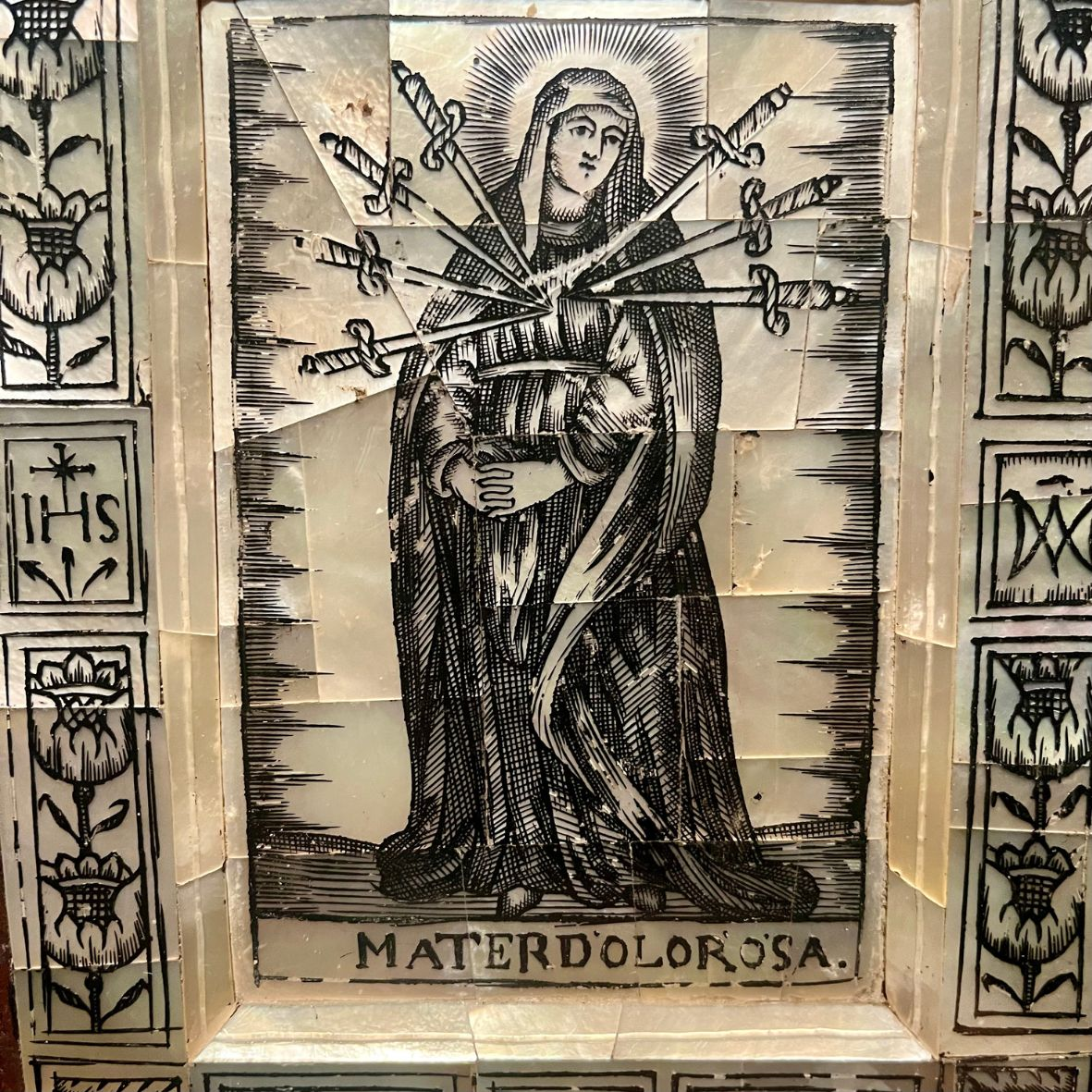
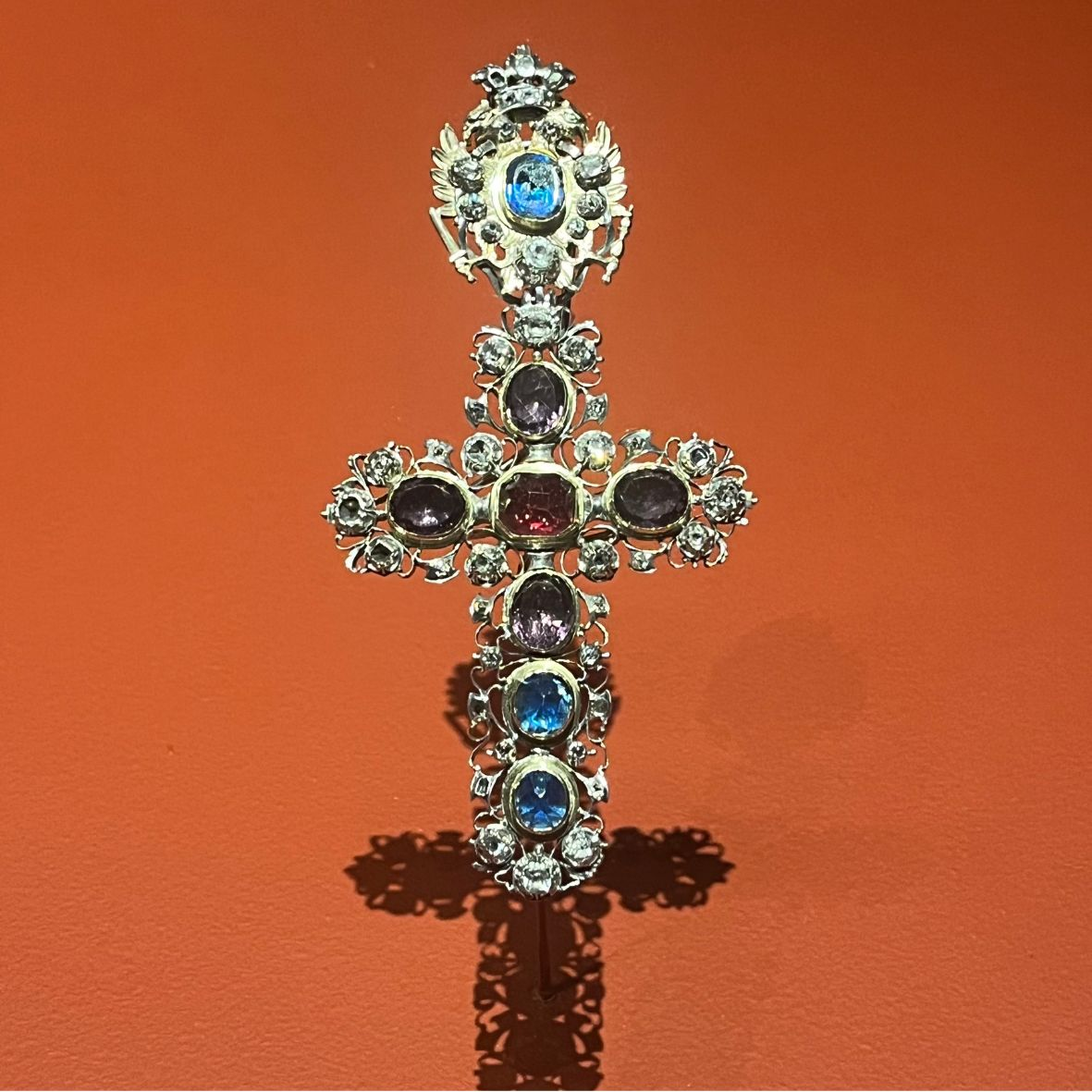

## Exposiciones con colecciones del museo
- 1925: Esposizione Missionaria Vaticana, Ciudad del Vaticano, Roma [22]
- 1992: Genova nell'Età Barocca, Galleria Nazionale di Palazzo Spinola, Génova, Italia

- 1995: Die Reise nach Jerusalem, Jüdische Gemeinde zu Berlin, Berlin, Germany[23]
- 1997: The Glory of Byzantium, Metropolitan Museum of Art, New York, USA[24]
- 1997: Voir Jérusalem, Pèlerins, Conquérants, Voyageurs, Inalco, Paris, France[25]
- 1999: Knights of the Holy Land - The Crusader Kingdom of Jerusalem, The Israel Museum, Jerusalem[26]
- 2000: In Terrasanta. Dalla Crociata alla Custodia dei Luoghi Santi, Palazzo Reale, Milan, Italy[27]
- 2003: Il Medioevo europeo di Jacques Le Goff, Galleria Nazionale, Parma, Italy[28]
- 2005: Made In Belgium, Brussels, Belgium[29]
- 2006: L'uomo del Rinascimento. Leon Battista Alberti e le Arti a Firenze tra Ragione e Bellezza, Palazzo Strozzi, Florence, Italy
- 2007: Dead Sea Scrolls & Birth of Christianity, Seoul, South Korea[30]
- 2010: Une chapelle pour le roi, Château de Versailles, Versailles, France[31]
- 2013: Trésor du Saint Sépulcre, Château de Versailles, Versailles, France[32]
- 2014: Barocco dal Santo Sepolcro, Galleria Canesso, Lugano, Switzerland[33]
- 2015: Hong Kong (Hadavar Yeshiva), Hadavar Yeshiva (for the Nations), New Territories, Hong Kong
- 2015: L'arte di Francesco, Galleria dell'Accademia, Florence, Italy[34]
- 2016: Arte sacra contemporanea, Montevarchi, Italy[35]
- 2016: Jerusalem 1000–1400. Every people under heaven, Metropolitan Museum of Art, New York, USA[36]
- 2017: Faces of Palmira in Aquileia, Archeological National Museum, Aquileia, Italy[37]
- 2017: Chrétiens d’Orient, 2000 ans d’histoire, Institut du Monde Arabe, Paris, France[38]
- 2017: Souffle sur la création, Church of Saint Germain l'Auxerrois, Paris, France[39]
- 2019: The Radziwills. History and legacy of the princes, National Museum, Vilnius, Lithuania[40]
- 2023: Treasures from Kings: Masterpieces from the Terra Sancta Museum, Museu Calouste Gulbenkian, Lisbon, Portugal[41]
- 2024: Tesouros de Xerusalén en Santiago. Doazóns reais á Custodia franciscana de Terra Santa, Fundación Cidade da Cultura de Galicia, Santiago de Compostela, Spain[42]
- 2024: Il Tesoro Di Terrasanta. La bellezza del Sacro: l'Altare dei Medici e i doni dei Re, Museo Marino Marini, Florence, Italy[43]